# Кадавур
Кадаву́р — небольшой посёлок на восточной границе Эрнакулама, район штата Керала, Индия. Он расположен примерно в двадцати километрах от близлежащих городов Маватапаж, Котамангалам и Тходупужа.

## Внешние ссылки (англ.)
- Ernakulam Official website
- Muvattupuzha Official website
- Muvattupuzha  website
- Map
- Ernakulam District website
- Malayalam E-learning website by NORKA,Govt. of Kerala